# Brighton International
Il Brighton International è stato un torneo di tennis giocato a Brighton in Gran Bretagna. Era parte del WTA Tour dal 1978 al 1995 e dell'ATP Tour dal 1996 al 2000.
Il torneo femminile si giocava su campi in sintetico indoor e faceva parte della categoria Tier II. Il torneo maschile si è giocato a Bournemouth su campi in terra rossa dal 1996 al 1999 e a Brighton su campi in cemento indoor nel 2000.
Steffi Graf ha vinto il torneo 6 volte.

## Albo d'oro

### Singolare femminile
| Anno | Nome del torneo             | Vincitrice              | Finalista                 | Punteggio        |
| ---- | --------------------------- | ----------------------- | ------------------------- | ---------------- |
| 1978 | BMW Challenge               | Virginia Ruzici         | Betty Stöve               | 5–7, 6–2, 7–5    |
| 1979 | Daihatsu Challenge          | Martina Navrátilová (1) | Chris Evert               | 6–3, 6–3         |
| 1980 | Daihatsu Challenge          | Chris Evert (1)         | Martina Navrátilová       | 6–4, 5–7, 6–3    |
| 1981 | Daihatsu Challenge          | Sue Barker              | Mima Jaušovec             | 4–6, 6–1, 6–1    |
| 1982 | Daihatsu Challenge          | Martina Navrátilová (2) | Chris Evert               | 6–1, 6–4         |
| 1983 | Daihatsu Challenge          | Chris Evert (2)         | Jo Durie                  | 6–1, 6–1         |
| 1984 | Daihatsu Challenge          | Sylvia Hanika           | Joanne Russell            | 6–3, 1–6, 6–2    |
| 1985 | Pretty Polly Classic        | Chris Evert (3)         | Manuela Maleeva-Fragniere | 7–5, 6–3         |
| 1986 | Pretty Polly Classic        | Steffi Graf (1)         | Catarina Lindqvist        | 6–3, 6–3         |
| 1987 | Volvo Classic               | Gabriela Sabatini       | Pam Shriver               | 7–5, 6–4         |
| 1988 | Brighton                    | Steffi Graf (2)         | Manuela Maleeva-Fragniere | 6–2, 6–0         |
| 1989 | Midland Group Championships | Steffi Graf (3)         | Monica Seles              | 7–5, 6–4         |
| 1990 | Midland Bank Championships  | Steffi Graf (4)         | Helena Suková             | 7–5, 6–3         |
| 1991 | Midland Bank Championships  | Steffi Graf (5)         | Zina Garrison             | 5–7, 6–4, 6–1    |
| 1992 | Midland Bank Championships  | Steffi Graf (6)         | Jana Novotná              | 4–6, 6–4, 7–6(3) |
| 1993 | Autoglass Classic           | Jana Novotná (1)        | Anke Huber                | 6–2, 6–4         |
| 1994 | Brighton International      | Jana Novotná (2)        | Helena Suková             | 6(4)–7, 6–3, 6–4 |
| 1995 | Brighton International      | Mary Joe Fernández      | Amanda Coetzer            | 6–4, 7–5         |

### Doppio femminile
| Anno | Vincitrici                          | Finaliste                             | Punteggio     |
| ---- | ----------------------------------- | ------------------------------------- | ------------- |
| 1978 | Betty Stöve Virginia Wade           | Ilana Kloss Joanne Russell            | 6–0, 7–6      |
| 1979 | Ann Kiyomura Anne Smith (1)         | Ilana Kloss Laura duPont              | 6–2, 6–1      |
| 1980 | Kathy Jordan (1) Anne Smith (2)     | Martina Navrátilová Betty Stöve       | 6–3, 7–5      |
| 1981 | Barbara Potter Anne Smith (3)       | Mima Jaušovec Pam Shriver             | 6–7, 6–3, 6–4 |
| 1982 | Martina Navrátilová Pam Shriver (1) | Barbara Potter Sharon Walsh           | 2–6, 7–5, 6–4 |
| 1983 | Chris Evert Pam Shriver (2)         | Jo Durie Ann Kiyomura                 | 7–5, 6–4      |
| 1984 | Alycia Moulton Paula Smith          | Barbara Potter Sharon Walsh           | 6–7, 6–3, 7–5 |
| 1985 | Lori McNeil (1) Catherine Suire     | Barbara Potter Helena Suková          | 4–6, 7–6, 6–4 |
| 1986 | Steffi Graf Helena Suková (1)       | Tine Scheuer-Larsen Catherine Tanvier | 6–4, 6–4      |
| 1987 | Kathy Jordan (2) Helena Suková (2)  | Tine Scheuer-Larsen Catherine Tanvier | 7–5, 6–1      |
| 1988 | Lori McNeil (2) Betsy Nagelsen      | Isabelle Demongeot Nathalie Tauziat   | 7–6, 2–6, 7–6 |
| 1989 | Katrina Adams Lori McNeil           | Hana Mandlíková Jana Novotná          | 4–6, 7–6, 6–4 |
| 1990 | Helena Suková (3) Nathalie Tauziat  | Jo Durie Nataša Zvereva               | 6–1, 6–4      |
| 1991 | Pam Shriver (3) Nataša Zvereva      | Zina Garrison Lori McNeil             | 6–1, 6–2      |
| 1992 | Jana Novotná Larisa Neiland (1)     | Conchita Martínez Radka Zrubáková     | 6–4, 6–1      |
| 1993 | Laura Golarsa Natalija Medvedjeva   | Anke Huber Larisa Neiland             | 6–3, 1–6, 6–4 |
| 1994 | Manon Bollegraf Larisa Neiland (2)  | Mary Joe Fernández Jana Novotná       | 4–6, 6–2, 6–3 |
| 1995 | Meredith McGrath Larisa Neiland (3) | Lori McNeil Helena Suková             | 7–5, 6–1      |

### Singolare maschile
| Anno | Vincitore          | Finalista           | Punteggio        |
| ---- | ------------------ | ------------------- | ---------------- |
| 1996 | Albert Costa       | Marc-Kevin Goellner | 6(4)–7, 6–2, 6–2 |
| 1997 | Félix Mantilla (1) | Carlos Moyá         | 6–2, 6–2         |
| 1998 | Félix Mantilla (2) | Albert Costa        | 6–3, 7–5         |
| 1999 | Adrian Voinea      | Stefan Koubek       | 1–6, 7–5, 7–6(2) |
| 2000 | Tim Henman         | Dominik Hrbatý      | 6–2, 6–2         |

### Doppio maschile
| Anno | Vincitori                         | Finalisti                         | Punteggio           |
| ---- | --------------------------------- | --------------------------------- | ------------------- |
| 1996 | Marc-Kevin Goellner Greg Rusedski | Rodolphe Gilbert Nuno Marques     | 6–3, 7–6            |
| 1997 | Kent Kinnear Aleksandar Kitinov   | Alberto Martín Chris Wilkinson    | 7–6(7) 6–2          |
| 1998 | Neil Broad Kevin Ullyett          | Wayne Arthurs Alberto Berasategui | 7–6(3) 6–3          |
| 1999 | David Adams Jeff Tarango (1)      | Nicklas Kulti Michael Kohlmann    | 6–3, 6(5)–7, 7–6(5) |
| 2000 | Michael Hill Jeff Tarango (2)     | Paul Goldstein Jim Thomas         | 6–3, 7–5            |